# Baby Dull (Live & plastics)
Baby Dull (Live & plastics) è un album dal vivo degli Üstmamò pubblicato nel 1996 dalla Virgin.

## Tracce
1. Baby Dull [Moloko Mix] 3:15
2. Memobox (Live) 5:54
3. Canto del vuoto (Live) 5:57
4. Baby Dull (Live) 3:43
5. Intetemp (Live) 2:55
6. Filidub (Live) 12:52
7. Canto del vuoto (Vuotoscuro) [Dubby Mix] 3:55

## Formazione
- Mara Redeghieri - voce
- Ezio Bonicelli - chitarra, violino, melodica e sintetizzatori
- Luca Alfonso Rossi - basso, banjo, batteria elettronica, programmazione e cori
- Simone Filippi - chitarra e cori